# Умершие в декабре 1943 года
Это список известных людей, соответствующих установленным критериям значимости (см. Википедия:Критерии значимости персоналий), умерших в декабре 1943 года.
Причина смерти указывается лишь в исключительных случаях (убийство, самоубийство, гибель в результате военных действий, смертная казнь, ДТП или несчастные случаи). В остальных случаях — не указывается.

## 1 декабря
- Оноприенко, Иван Алексеевич (23) — Герой Советского Союза.
- Самсонов, Иван Алексеевич (21) — Герой Советского Союза.

## 2 декабря
- Воронин, Иван Николаевич (19) — сержант, Герой Советского Союза.
- Григ, Нурдаль (41) — норвежский писатель, поэт, драматург; погиб.

## 3 декабря
- Буканов, Иван Александрович — Герой Советского Союза.
- Князев, Алексей Арсентьевич (20) — Герой Советского Союза.
- Суриков, Алексей Павлович (26) — Герой Советского Союза, старшина, командир взвода.

## 4 декабря
- Беркутов, Ибрагим Белялович — Герой Советского Союза.

## 5 декабря
- Подневич, Валентин Афанасьевич (20) — Герой Советского Союза.
- Тасуй, Борис Терентьевич (22) — Герой Советского Союза.
- Шлихтер, Евгения Самойловна — участница революционного движения в России.

## 6 декабря
- Горкунов, Михаил Степанович (28) — капитан Рабоче-крестьянской Красной Армии, участник Великой Отечественной войны, Герой Советского Союза.
- Казак, Иван Емельянович (24) — участник Великой Отечественной войны, Герой Советского Союза.
- Клинковский, Александр Кузьмич (31) — участник Великой Отечественной войны, Герой Советского Союза.
- Леонтьев, Пётр Михайлович — участник Великой Отечественной войны, Герой Советского Союза.

## 7 декабря
- Ермолаев, Василий Антонович (19) — Герой Советского Союза.
- Модин, Борис Фёдорович (23) — Герой Советского Союза.
- Расковинский, Цезарь Сильвестрович (28) — Герой Советского Союза.
- Татаринов, Иван Дмитриевич (21) — Герой Советского Союза.
- Тварковский, Юрий Владимирович (21) — Герой Советского Союза.
- Тимофеев, Андрей Александрович — Герой Советского Союза.
- Усенов, Абдулла (19) — Герой Советского Союза.

## 8 декабря
- Красиков, Александр Васильевич (36) — Герой Советского Союза.
- Кругликов, Никита Кононович (29) — Герой Советского Союза.
- Петрова, Галина Константиновна (23) — медицинская сестра 386-го отдельного батальона морской пехоты Новороссийской военно-морской базы Черноморского флота, главстаршина. Герой Советского Союза.
- Цибизов, Иван Андреевич — Герой Советского Союза.

## 9 декабря
- Афанасьев, Алексей Афанасьевич — заместитель командира по политической части 1337-го горнострелкового полка 318-й горнострелковой дивизии Отдельной Приморской армии, Герой Советского Союза (посмертно) (16.05.1944), майор. Погиб в бою за Керчь.
- Орлов, Виктор Николаевич — Герой Советского Союза.
- Челов, Николай Михайлович — Герой Советского Союза.

## 10 декабря
- Бармин, Илья Елизарович (27) — советский офицер, участник Великой Отечественной войны, мастер танкового боя, командир 3-го батальона 14-й гвардейской танковой бригады 4-го гвардейского танкового корпуса, Герой Советского Союза (1942). Погиб в бою.
- Гальченко, Николай Петрович (22) — Герой Советского Союза.
- Орлов, Виктор Николаевич — Герой Советского Союза.
- Терехов, Филипп Филиппович — Герой Советского Союза.
- Челов, Николай Михайлович — Герой Советского Союза.

## 11 декабря
- Беляев, Александр Филиппович (35) — Герой Советского Союза.
- Королив, Василий Константинович (64) — украинский писатель и общественный деятель.
- Лазарев, Фёдор Фёдорович — Герой Советского Союза.
- Хмелёв, Павел Васильевич — Герой Советского Союза.
- Чалов, Степан Андреевич — Герой Советского Союза.
- Фридман, Савва Маркович — советский военный деятель, подполковник.

## 12 декабря
- Бояркин, Василий Илларионович (29) — Герой Советского Союза.
- Герасимов, Вадим Анатольевич (22) — Герой Советского Союза.
- Молотков, Владимир Михайлович (21) — Герой Советского Союза.
- Саблин, Владимир Филиппович — Герой Советского Союза.
- Сорокин, Михаил Яковлевич (33) — Герой Советского Союза.
- Томилин, Павел Николаевич (24) — Герой Советского Союза.

## 13 декабря
- Фёдоров, Иван Ильич (28) — Герой Советского Союза.
- Хлобыстов, Алексей Степанович (25) — Герой Советского Союза.
- Хмелёв, Павел Васильевич — Герой Советского Союза.

## 14 декабря
- Адаменко, Василий Васильевич — участник Великой Отечественной войны, помощник командира взвода 1118-го стрелкового полка 333-й стрелковой дивизии 6-й армии 3-го Украинского фронта, Герой Советского Союза.
- Бухгольц, Николай Николаевич (62) — советский учёный-механик, профессор; генерал-майор инженерно-авиационной службы.
- Клевцов, Сергей Трофимович (38) — Герой Советского Союза.
- Увачан, Иннокентий Петрович (24) — Герой Советского Союза.
- Юдин, Владимир Георгиевич (18) — Герой Советского Союза (посмертно). Погиб в бою в Запорожской области

## 15 декабря
- Алексухин, Василий Тимофеевич (24) — советский лётчик, старший лейтенант, командир звена 617-го штурмового авиационного полка 291-й штурмовой авиационной дивизии 2-й воздушной армии Воронежского фронта, Герой Советского Союза (посмертно) (1944), направил горящую машину на скопление танков врага.
- Гарцман, Матвей Давидович (34) — украинский еврейский поэт.
- Двадненко, Иван Карпович (40) — Герой Советского Союза.
- Лозенко, Иван Аркадьевич (27) — Герой Советского Союза.
- Рудык, Николай Мартынович (24) — Герой Советского Союза.
- Титаренко, Степан Иванович (32) — Герой Советского Союза.
- Федотов, Андрей Андреевич (29) — Герой Советского Союза.

## 16 декабря
- Антонов, Иван Николаевич — командир танковой роты 326-го танкового батальона 117-й танковой бригады (1-й танковый корпус, 11-я гвардейская армия, 1-й Прибалтийский фронт), капитан, Герой Советского Союза (посмертно) (1944). погиб в ходе Городокской операции

## 17 декабря
- Аверьянов, Василий Савельевич — участник Великой Отечественной войны, командир орудия артиллерийского дивизиона 19-й механизированной бригады 1-го механизированного корпуса 37-й армии Степного фронта, Герой Советского Союза (посмертно) (1943), старший сержант.
- Захаров, Алексей Иванович — Герой Советского Союза.
- Карпеткин, Григорий Андреевич (22) — Герой Советского Союза.
- Киршнер, Иоахим (23) — немецкий ас люфтваффе.
- Семиволос, Иван Терентьевич (34) — украинский советский поэт.
- Тугамбаев, Кыдран Александрович (19) — Герой Советского Союза.

## 18 декабря
- Гриб, Алексей Фёдорович — сержант Рабоче-крестьянской Красной Армии, участник Великой Отечественной войны, Герой Советского Союза.
- Смирнов, Иван Фёдорович (24) — участник Великой Отечественной войны, Герой Советского Союза.
- Цховребов, Иван Давидович — участник Великой Отечественной войны, Герой Советского Союза.

## 19 декабря
- Барблан, Отто (83) — швейцарский органист, композитор и музыкальный педагог.
- Ваксман, Исаак Фёдорович (21) — Герой Советского Союза, командир артиллерийской батареи 1118-го стрелкового полка (333-я стрелковая дивизия, 6-я армия, 3-й Украинский фронт), старший лейтенант.
- Карачев, Пётр Андрианович (21) — Герой Советского Союза
- Коновалов, Алексей Дмитриевич (24) — Герой Советского Союза

## 20 декабря
- Аугспург, Анита (86) — немецкая юристка, актриса, писательница и феминистка.
- Бадуев, Саид Сулейманович — чеченский поэт
- Бондаренко, Владимир Павлович — Герой Советского Союза.
- Вайсер, Владимир Зельманович (22) — Герой Советского Союза.
- Кашин, Николай Иванович (20) — Герой Советского Союза.
- Тынянов, Юрий Николаевич (49) — русский советский писатель, драматург, литературовед и критик.
- Тюрин, Василий Фёдорович (19) — Герой Советского Союза.
- Угловский, Анатолий Ефимович (19) — участник Великой Отечественной войны, Герой Советского Союза.

## 21 декабря
- Егоров, Александр Петрович (33) — Герой Советского Союза.
- Котегов, Алексей Александрович (19) — Герой Советского Союза.
- Красильников, Алексей Иванович (40) — Герой Советского Союза.
- Сидельников, Василий Михайлович (22) — Герой Советского Союза.

## 22 декабря
- Алексеев, Андрей Корнеевич (23) — советский офицер, участник Советско-финской и Великой Отечественной войн, командир батальона 182-го гвардейского стрелкового полка 62-й гвардейской стрелковой дивизии 37-й армии 2-го Украинского фронта, Герой Советского Союза (посмертно). Погиб в бою.
- Алкснис, Ян Янович (48) — советский военный деятель, профессор, военный теоретик, специалист по вопросам мобилизации. Репрессирован. Умер в советском лагере
- Караханян, Джаган Саркисович (25) — участник Великой Отечественной войны, Герой Советского Союза, командир отделения 280-го отдельного саперного батальона 89-й Армянской стрелковой дивизии 18-й армии Северо-Кавказского фронта, рядовой.

## 23 декабря
- Багратуни, Яков Герасимович (64) — князь, генерал-майор русской армии, генерал армии Армении.
- Гусаров, Григорий Андреевич (37) — сержант Рабоче-крестьянской Красной Армии, участник Великой Отечественной войны, Герой Советского Союза.
- Дейнеко, Николай Григорьевич (23) — Герой Советского Союза, гвардии красноармеец.

## 24 декабря
- Гробов, Анатолий Александрович (27) — Герой Советского Союза.
- Тихонов, Василий Иванович — Герой Советского Союза.

## 25 декабря
- Птицин, Андрей Николаевич (44) — Герой Советского Союза.
- Тараканчиков, Николай Ильич (24) — Герой Советского Союза.

## 26 декабря
- Гайко, Андрей Самойлович (23) — Герой Советского Союза.
- Орлов, Тимофей Николаевич (28) — Герой Советского Союза.
- Шигаев, Андрей Васильевич (35) — Герой Советского Союза.

## 27 декабря
- Азалов, Клычнияз (22) — участник Великой Отечественной войны, сабельник 58-го гвардейского кавалерийского полка 16-й гвардейской Черниговской кавалерийской дивизии 7-го гвардейского кавалерийского корпуса 61-й армии Центрального фронта, Герой Советского Союза (посмертно) (1944), гвардии красноармеец. Умер от ран, полученных в бою за Днепр.
- Маматов, Дмитрий Борисович (20) — Герой Советского Союза.
- Павличенко, Александр Петрович — Герой Советского Союза.
- Семенов, Борис Самуилович (20) — Герой Советского Союза.
- Чалый, Александр Никитович — Герой Советского Союза.

## 28 декабря
- Воронцов, Николай Алексеевич — Герой Советского Союза.
- Дарбинян, Левон Хнгяносович (30) — Герой Советского Союза.
- Канкошев, Ахмет-Хан Талович (29) — Герой Советского Союза.
- Лапс, Анатолий Александрович — Герой Советского Союза.
- Ринчино, Базар — Герой Советского Союза.
- Ромащенко, Иван Фёдорович (40) — советский военный деятель, полковник.
- Северин, Иван Кириллович (21) — Герой Советского Союза.
- Стрепетов, Григорий Михайлович — Герой Советского Союза.

## 29 декабря
- Ирисбеков, Курбанбай (21) — Герой Советского Союза.

## 30 декабря
- Судаков, Михаил Павлович (23) — Герой Советского Союза.

## 31 декабря
- Глибко, Юрий Киприянович (29) — Герой Советского Союза.
- Соколов, Алексей Иванович — Герой Советского Союза.
- Трушев, Иван Филиппович — Герой Советского Союза.